# Yomiuri TV
Yomiuri Telecasting Corporation (讀賣テレビ放送株式会社, Yomiuri Terebi Hōsō Kabushiki Gaisha, YTV, ytv, Yomiuri TV (読売テレビ)) est une chaine de télévision ayant relation avec la chaine Nippon News Network et Nippon Television Network System (NNS) basée à Osaka au Japon et fondée en tant que "New Osaka Television Co. (新大阪テレビ放送株式会社, Shin Ōsaka Terebi Hōsō Kabushiki Gaisha, NOTV)" le 13 février 1958. Le 1er août 1958, New Osaka TV changeait de nom pour devenir "Yomiuri Telecasting Corporation" et commençait sa diffusion pour la première fois le 28 août.

## Sièges

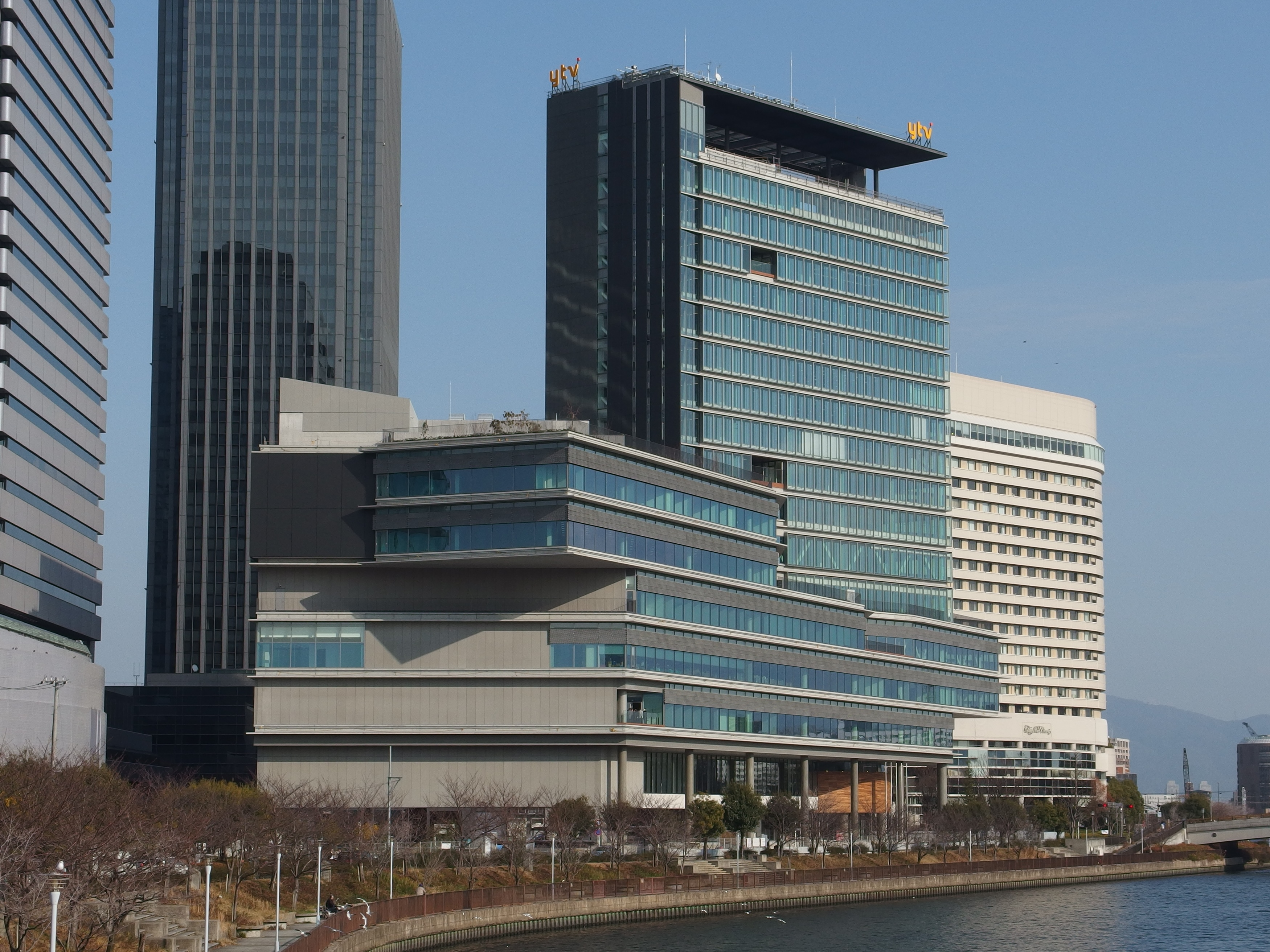
Siège d'YTV (2019).

- Siège d'Osaka : 3-50, Shiromi Icchome, Chūō-ku, Osaka-shi, Japon (délocalisé le 1er septembre 2019)
- Siège de Tokyo : Shiodome City Centre, 5-2, Higashi-Shimbashi Itchome, Minato-ku, Tokyo, Japon
- Siège de Nagoya : 6e étage, Nikken-Sumisei Building, 15-32, Sakae Yonchome, Naka-ku, Nagoya, Japon
- Siège de Kyoto : 5e étage, Yomiuri Kyoto Building, Shishikannon-cho, Karasuma-dori Rokkaku-Sagaru, arrondissement de  Nakagyō-ku, Kyoto-shi, Japon
- Siège de Kobe : 4e étage, 2-10, Sakaemachi-dori Itchome, Chūō-ku, Kobe-shi, Japon
- Siège de Paris : Paris, Tour Maine Montparnasse, 33 Avenue De Maine, Paris, France
- Siège de Shanghai : 580 Nanjing Wesr Road 902B, Subsidiary Building of Nan Zheng Building, Shanghai, Chine
- Siège de New York : New York, 645 5th Avenue Suite 303, New York, NY, États-Unis

## Slogan publicitaire
- Ukiuki Wakuwaku ytv (ウキウキわくわくytv)

### Dessins animés
- Détective Conan (Version américaine: Case Closed) aussi connu sous Mei-Tantei Conan (名探偵コナン) - de 6 h à 6 h 30 du matin tous les samedis (nationalcast)
- Yumeiro pâtissière - de 7 h à 7 h 30 du matin tous les samedis (nationalcast)

Dessins animés anciennement diffusés
- Kekkaishi (結界師)
- YAWARA!!
- Kobo-chan (コボちゃん)
- Inu-Yasha (犬夜叉)/Inuyasha: The Final Act (犬夜叉 完結編)
- Black Jack (ブラックジャック)
- Magic Knight Rayearth
- Yatterman

### Dramas
Jeudi soir spécial Drama (octobre 2008-????)
- Big Nose Knows Best (夢をかなえるゾウ)
- RESET - basé sur le manga de Mayuri Yamamoto
- Love Game
- Monkey Lock (猿ロック)

### Sport
- PRIDE & SPIRIT Baseball professionnel Nippon 2025 - (PRIDE & SPIRIT 日本プロ野球 2025, équipe des Hanshin Tigers)

## Autres stations dans la région du Kansai

### Radio et TV
- Mainichi Broadcasting System, Inc. (MBS, 毎日放送)
- Asahi Broadcasting Corporation (ABC, 朝日放送)
- Kyoto Broadcasting System Co., Ltd. (KBS Kyoto, 京都放送, KBS京都)

### TV seulement
- Kansai Telecasting Corporation (関西テレビ)
- Television Osaka, Inc. (テレビ大阪)
- SUN-TV (サンテレビ)
- Biwako Broadcasting (びわ湖放送)
- Nara TV (奈良テレビ)
- TV Wakayama (テレビ和歌山)

### Radio seulement
- Osaka Broadcasting Corporation (OBC, Radio Osaka, ラジオ大阪)
- FM OSAKA
- FM 802